# Золотомох
Золотомох (Campyliadelphus) — рід мохів родини Amblystegiaceae.
Вперше цей рід був описаний Нільсом Конрадом Кіндбергом.
Рід має космополітичне поширення.
Види:
- Campyliadelphus chrysophyllus = Campylium chrysophyllum
- Campyliadelphus elodes